# 八幡西區
八幡西區（日语：／ Yahatanishi ku */?）是福岡縣北九州市7個行政区之一，為北九州市人口最多的一區，約佔全市的四分之一。

## 歷史

### 年表
- 1889年4月1日：實施町村制，現在的轄區在當時分屬：
  - 鞍手郡：木屋瀨村。
  - 遠賀郡：黑崎村、上津役村、洞南村、香月村。
- 1897年4月23日：黑崎村改制為黑崎町。
- 1898年9月2日：木屋瀨村改制為木屋瀨町。
- 1905年7月1日：洞南村改名為折尾村。
- 1918年12月3日：折尾村改制為折尾町。
- 1926年11月2日：黑崎町被併入八幡市。
- 1931年4月1日：香月村改制為香月町。
- 1937年5月5日：上津役村被併入八幡市。
- 1944年12月8日：折尾町被併入八幡市。
- 1955年4月1日：木屋瀨町和香月町被併入八幡市。
- 1963年2月10日：八幡市與門司市、小倉市、戶畑市、若松市合併為北九州市。
- 1963年4月1日：北九州市成為政令指定都市，同時設置八幡區。
- 1974年4月1日：行政區重劃，八幡區被分割為八幡東區與八幡西區，同時若松區的淺川地區被改劃入八幡西區。

## 交通

### 鐵路
- 九州旅客鐵道
  - 鹿兒島本線：黑崎車站 - 陣原車站 - 折尾車站
  - 筑豐本線：本城車站 - 折尾車站

- 筑豐電氣鐵道
  - 筑豐電氣鐵道線：黑崎車站前站車站 - 西黑崎車站 - 熊西車站 - 萩原車站 - 穴生車站 - 森下車站 - 今池車站 - 永犬丸車站 - 三森車站 - 西山車站 - （中間市） - 筑豐香月車站 - 楠橋車站 - 新木屋瀨車站 - 木屋瀨車站

|  |  |

#### 已停駛鐵路
- 西日本鐵道
  - 北九州線：已於2000年11月25日停駛

## 教育

### 大學、短期大學
- 產業醫科大學
- 九州共立大學
- 九州女子大學、九州女子短期大學
- 折尾愛真短期大學

### 高等學校
- 福岡縣立東筑高等學校
- 福岡縣立北筑高等學校
- 福岡縣立八幡南高等學校
- 福岡縣立八幡中央高等學校
- 福岡縣立八幡工業高等學校
- 福岡縣立折尾高等學校
- 自由丘高等學校
- 星琳高等學校
- 折尾愛真高等學校